# Stenoma catenifer
Stenoma catenifer is een vlinder uit de familie van de sikkelmotten (Oecophoridae). De wetenschappelijke naam van de soort is voor het eerst geldig gepubliceerd in 1912 door Walsingham.
Deze mot komt voor van Mexico tot in Zuid-Amerika. De larven voeden zich met vruchten en zaden uit de laurierfamilie, waaronder de avocado en daarom is dit een belangrijk schadelijk insect voor de avocadoteelt. In sommige streken is de graad van aantasting zo goed als 100% en wordt de avocadoteelt vrijwel onmogelijk. Ondanks veelvuldig sproeien met insecticiden blijft meer dan de helft van het fruit aangetast. Biologische bestrijding is mogelijk door het inzetten van natuurlijke vijanden zoals Trichogramma-wespen of Macrocentrus-schildwespen of door de seksferomoon te gebruiken om de mannetjes te lokken naar vallen.